# Таганашминская волость
Таганашми́нская во́лость — волость Перекопского уезда Таврической губернии, образована 8 (20) октября 1802 года, существовала до реформы 1829 года. На юго-востоке ограничена нижним течением реки Салгир, на северо-востоке — Сивашом. Юго-западная граница совпадала примерно с дорогой Перекоп — Керчь, на северо-западе — в районе речки Стальная. Сформирована волость, в основном, из деревень Дип Чонгарского и Таманскаго кадылыков Карасубазарскаго каймаканства.

## Население
Население волости на 1805 год — 5 614 человек, преобладающим народом были крымские татары: 5 348 человек. Также жили в уезде крымские цыгане — 169 чел. и 97 ясыров (бывших невольников). Были ли русские жители в волости во время её существования, из сохранившихся документов неизвестно. Многие из перечисленных в списке 1805 года деревень, в связи с частыми случаями эмиграции крымских татар в Турцию, навсегда исчезли с карт — некоторых нет уже на карте 1817 года.

## Деревни волости на 1805 год
После реформы волостного деления 1829 года, согласно «Ведомости о казённых волостях Таврической губернии 1829 года» Таганашминскую волость переименовали в Башкирицкую, просуществовавшую в том же составе до земской реформы Александра II в 1860-х годах.